# Кавела-Бей (Гаваї)
Кавела-Бей (англ. Kawela Bay) — переписна місцевість (CDP) в США, в окрузі Гонолулу штату Гаваї. Населення — 325 осіб (2020).

## Географія
Кавела-Бей розташована за координатами 21°42′0″ пн. ш. 158°0′23″ зх. д. / 21.70000° пн. ш. 158.00639° зх. д. (21.700063, -158.006273).  За даними Бюро перепису населення США в 2010 році переписна місцевість мала площу 5,13 км², з яких 1,51 км² — суходіл та 3,63 км² — водойми.

## Демографія
Згідно з переписом 2010 року, у переписній місцевості мешкало 330 осіб у 153 домогосподарствах у складі 83 родин. Густота населення становила 64 особи/км².  Було 518 помешкань (101/км²).
Расовий склад населення:
| - 75,8 % — білих - 4,5 % — вихідців з тихоокеанських островів - 3,9 % — азіатів - 0,6 % — чорних або афроамериканців - 0,3 % — корінних американців |

До двох чи більше рас належало 14,2 %. Частка іспаномовних становила 7,0 % від усіх жителів.
За віковим діапазоном населення розподілялося таким чином: 20,3 % — особи молодші 18 років, 62,4 % — особи у віці 18—64 років, 17,3 % — особи у віці 65 років та старші. Медіана віку мешканця становила 45,8 року. На 100 осіб жіночої статі у переписній місцевості припадало 118,5 чоловіків;  на 100 жінок у віці від 18 років та старших — 113,8 чоловіків також старших 18 років.
Середній дохід на одне домашнє господарство  становив 87 039 доларів США (медіана — 57 250), а середній дохід на одну сім'ю — 123 345 доларів (медіана — 82 500). За межею бідності перебувало 14,5 % осіб, у тому числі 4,0 % дітей у віці до 18 років та 4,3 % осіб у віці 65 років та старших.
Цивільне працевлаштоване населення становило 119 осіб. Основні галузі зайнятості: освіта, охорона здоров'я та соціальна допомога — 17,6 %, науковці, спеціалісти, менеджери — 14,3 %, мистецтво, розваги та відпочинок — 11,8 %, роздрібна торгівля — 10,9 %.